# Laméac
Laméac est une commune française située dans le nord du département des Hautes-Pyrénées, en région Occitanie. Sur le plan historique et culturel, la commune est dans l’ancien comté de Bigorre, comté historique des Pyrénées françaises et de Gascogne.
Exposée à un climat de montagne, elle est drainée par l'Arros, le Lurus, le Lanénos et par deux autres cours d'eau. La commune possède un patrimoine naturel remarquable composé d'une zone naturelle d'intérêt écologique, faunistique et floristique.
Laméac est une commune rurale qui compte 150 habitants en 2022, après avoir connu un pic de population de 508 habitants en 1841. Elle fait partie de l'aire d'attraction de Tarbes. Ses habitants sont appelés les Laméacais ou  Laméacaises.

## Géographie

### Localisation
La commune de Laméac se trouve dans le département des Hautes-Pyrénées, en région Occitanie.
Elle se situe à 17 km à vol d'oiseau de Tarbes, préfecture du département, et à 22 km de Maubourguet, bureau centralisateur du canton du Val d'Adour-Rustan-Madiranais dont dépend la commune depuis 2015 pour les élections départementales.
La commune fait en outre partie du bassin de vie de Vic-en-Bigorre.
Les communes les plus proches sont : 
Jacque (1,7 km), Saint-Sever-de-Rustan (2,1 km), Trouley-Labarthe (2,1 km), Bouilh-Devant (2,7 km), Mansan (2,9 km), Peyrun (3,0 km), Chelle-Debat (3,0 km), Marseillan (3,1 km).
Sur le plan historique et culturel, Laméac fait partie de l’ancien comté de Bigorre, comté historique des Pyrénées françaises et de Gascogne créé au IXe siècle puis rattaché au domaine royal en 1302, inclus ensuite au comté de Foix en 1425 puis une nouvelle fois rattaché au royaume de France en 1607. La commune est dans le pays de Tarbes et de la Haute Bigorre.

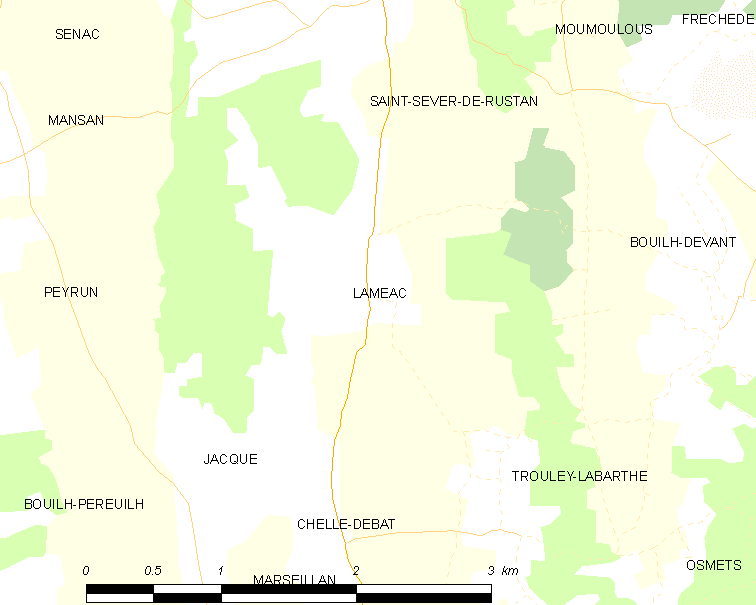
Carte de la commune de Laméac et des proches communes.

|        | Saint-Sever-de-Rustan |                  |
| Peyrun | Laméac                | Bouilh-Devant    |
| Jacque | Chelle-Debat          | Trouley-Labarthe |

### Hydrographie
La commune est dans le bassin de l'Adour, au sein du bassin hydrographique Adour-Garonne. Elle est drainée par l'Arros, le Lurus, le Lanénos et par deux petits cours d'eau, constituant un réseau hydrographique de 6 km de longueur totale,.
L'Arros, d'une longueur totale de 130,8 km, prend sa source dans la commune d'Esparros et s'écoule vers le nord. Il traverse la commune et se jette dans l'Adour à Izotges, après avoir traversé 54 communes.
Le Lurus, d'une longueur totale de 11,7 km, prend sa source dans la commune de Trouley-Labarthe et s'écoule vers le nord-ouest. Il traverse la commune et se jette dans l'Arros à Montégut, après avoir traversé 8 communes.
Le Lanénos, d'une longueur totale de 11,2 km, prend sa source dans la commune de Bouilh-Péreuilh et s'écoule vers le nord. Il traverse la commune et se jette dans l'Arros à Montégut, après avoir traversé 9 communes.

### Climat
Le climat est tempéré de type océanique, en raison de l'influence proche de l'océan Atlantique situé à peu près 150 km plus à l'ouest. La proximité des Pyrénées fait que la commune profite d'un effet de foehn, il peut aussi y neiger en hiver, même si cela reste inhabituel.
| Mois                              | jan.  | fév.  | mars  | avril | mai   | juin  | jui.  | août  | sep.  | oct.  | nov.  | déc.  | année   |
| --------------------------------- | ----- | ----- | ----- | ----- | ----- | ----- | ----- | ----- | ----- | ----- | ----- | ----- | ------- |
| Température minimale moyenne (°C) | 0,6   | 1,3   | 2,7   | 5,2   | 8,3   | 11,6  | 14,1  | 13,9  | 11,7  | 8     | 3,6   | 1,3   | 6,9     |
| Température moyenne (°C)          | 5,3   | 6,1   | 7,8   | 10    | 13,3  | 16,7  | 19,3  | 19    | 17,2  | 13,3  | 8,5   | 5,8   | 11,9    |
| Température maximale moyenne (°C) | 9,9   | 11    | 12,9  | 14,8  | 18,3  | 21,7  | 24,5  | 24    | 22,6  | 18,6  | 13,4  | 10,4  | 16,8    |
| Ensoleillement (h)                | 108,8 | 118,8 | 155,6 | 157,2 | 181,3 | 191,5 | 215,5 | 196,4 | 194,5 | 164,4 | 124,4 | 104,4 | 1 912,8 |
| Précipitations (mm)               | 112,8 | 97,5  | 100,2 | 105,7 | 113,6 | 80,7  | 57,3  | 70,3  | 71    | 85,2  | 93    | 112,1 | 1 099,4 |

### Milieux naturels et biodiversité

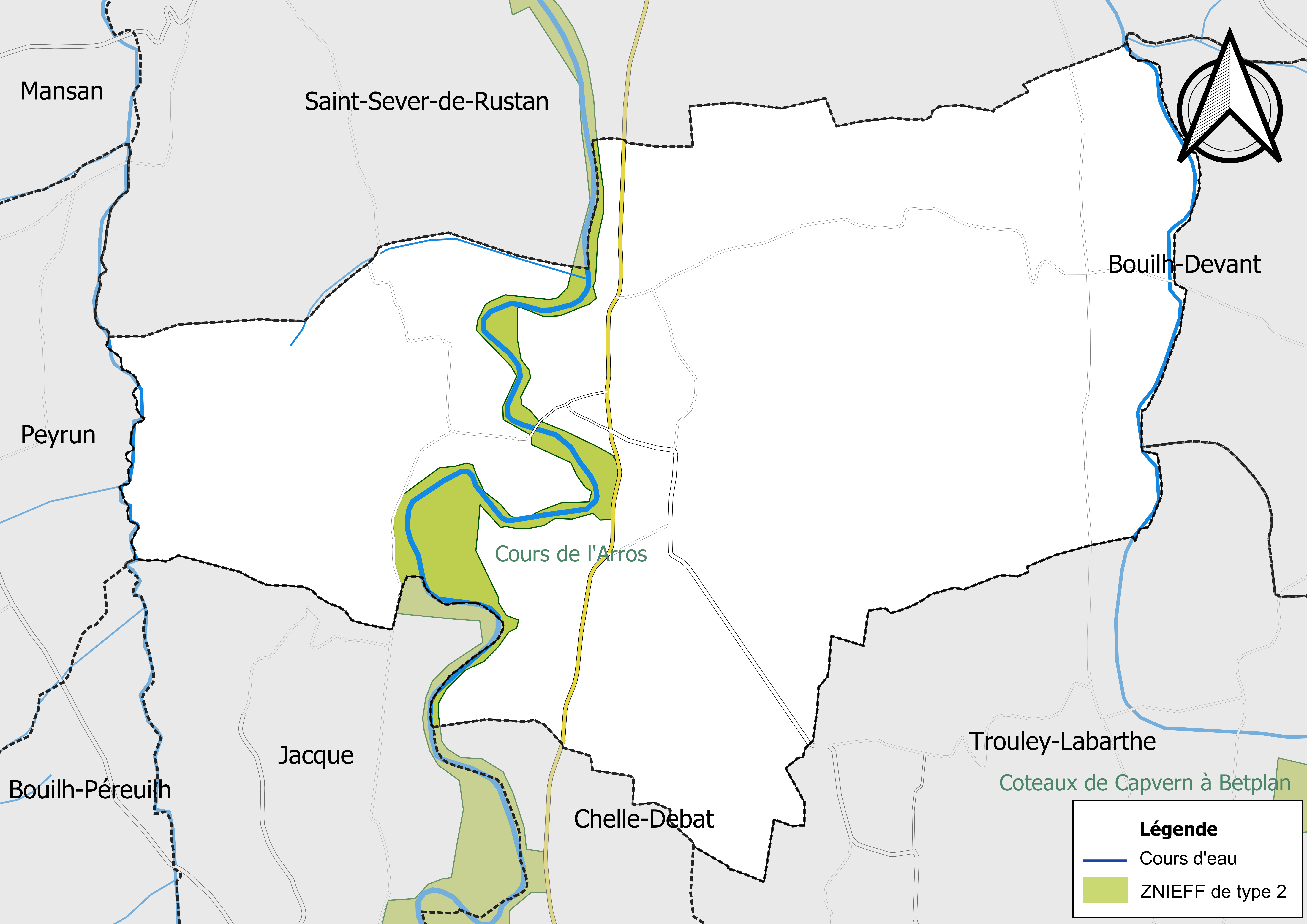
Carte de la ZNIEFF de type 2 localisée sur la commune.

L’inventaire des zones naturelles d'intérêt écologique, faunistique et floristique (ZNIEFF) a pour objectif de réaliser une couverture des zones les plus intéressantes sur le plan écologique, essentiellement dans la perspective d’améliorer la connaissance du patrimoine naturel national et de fournir aux différents décideurs un outil d’aide à la prise en compte de l’environnement dans l’aménagement du territoire.
Une ZNIEFF de type 2 est recensée sur la commune :
le « cours de l'Arros » (1 675 ha), couvrant 41 communes dont 20 dans le Gers et 21 dans les Hautes-Pyrénées.

## Urbanisme

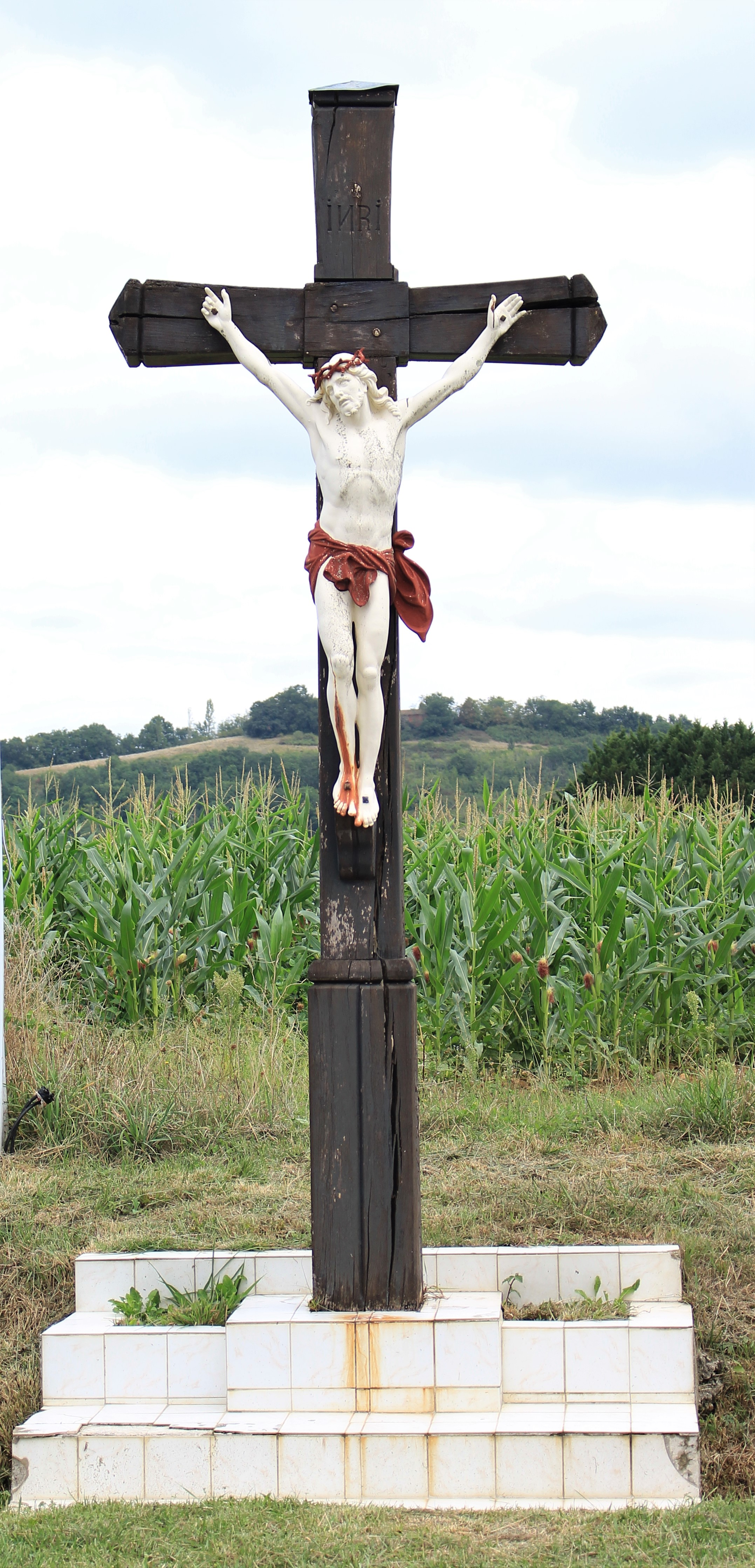
Une croix.

### Typologie
Au 1er janvier 2024, Laméac est catégorisée commune rurale à habitat dispersé, selon la nouvelle grille communale de densité à sept niveaux définie par l'Insee en 2022.
Elle est située hors unité urbaine. Par ailleurs la commune fait partie de l'aire d'attraction de Tarbes, dont elle est une commune de la couronne,. Cette aire, qui regroupe 153 communes, est catégorisée dans les aires de 50 000 à moins de 200 000 habitants,.

### Occupation des sols
L'occupation des sols de la commune, telle qu'elle ressort de la base de données européenne d’occupation biophysique des sols Corine Land Cover (CLC), est marquée par l'importance des territoires agricoles (70,2 % en 2018), une proportion sensiblement équivalente à celle de 1990 (70,4 %). La répartition détaillée en 2018 est la suivante : 
terres arables (51,1 %), forêts (29,8 %), zones agricoles hétérogènes (18,5 %), prairies (0,5 %).
L'IGN met par ailleurs à disposition un outil en ligne permettant de comparer l’évolution dans le temps de l’occupation des sols de la commune (ou de territoires à des échelles différentes). Plusieurs époques sont accessibles sous forme de cartes ou photos aériennes : la carte de Cassini (XVIIIe siècle), la carte d'état-major (1820-1866) et la période actuelle (1950 à aujourd'hui).

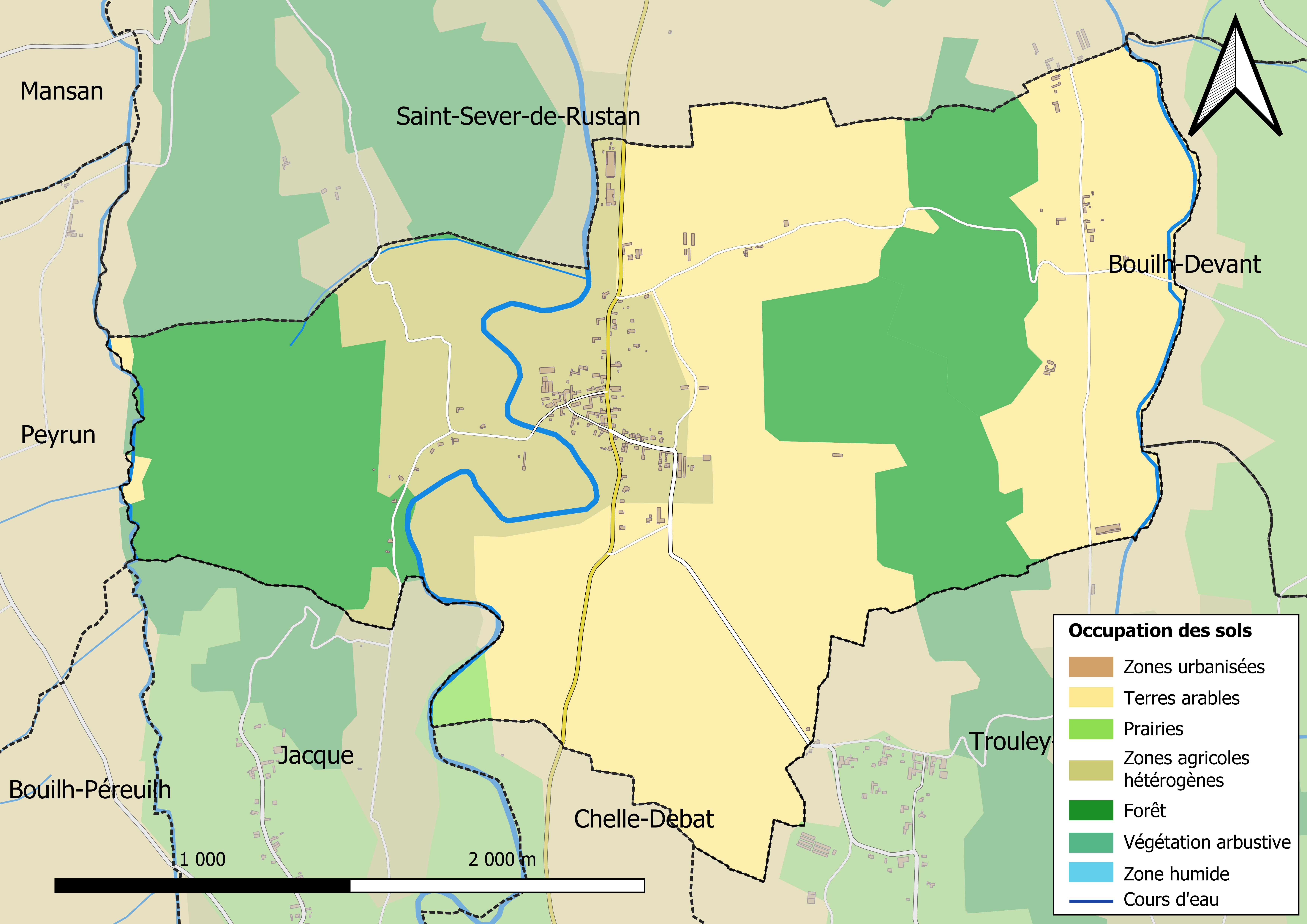
Carte des infrastructures et de l'occupation des sols en 2018 (CLC) de la commune.
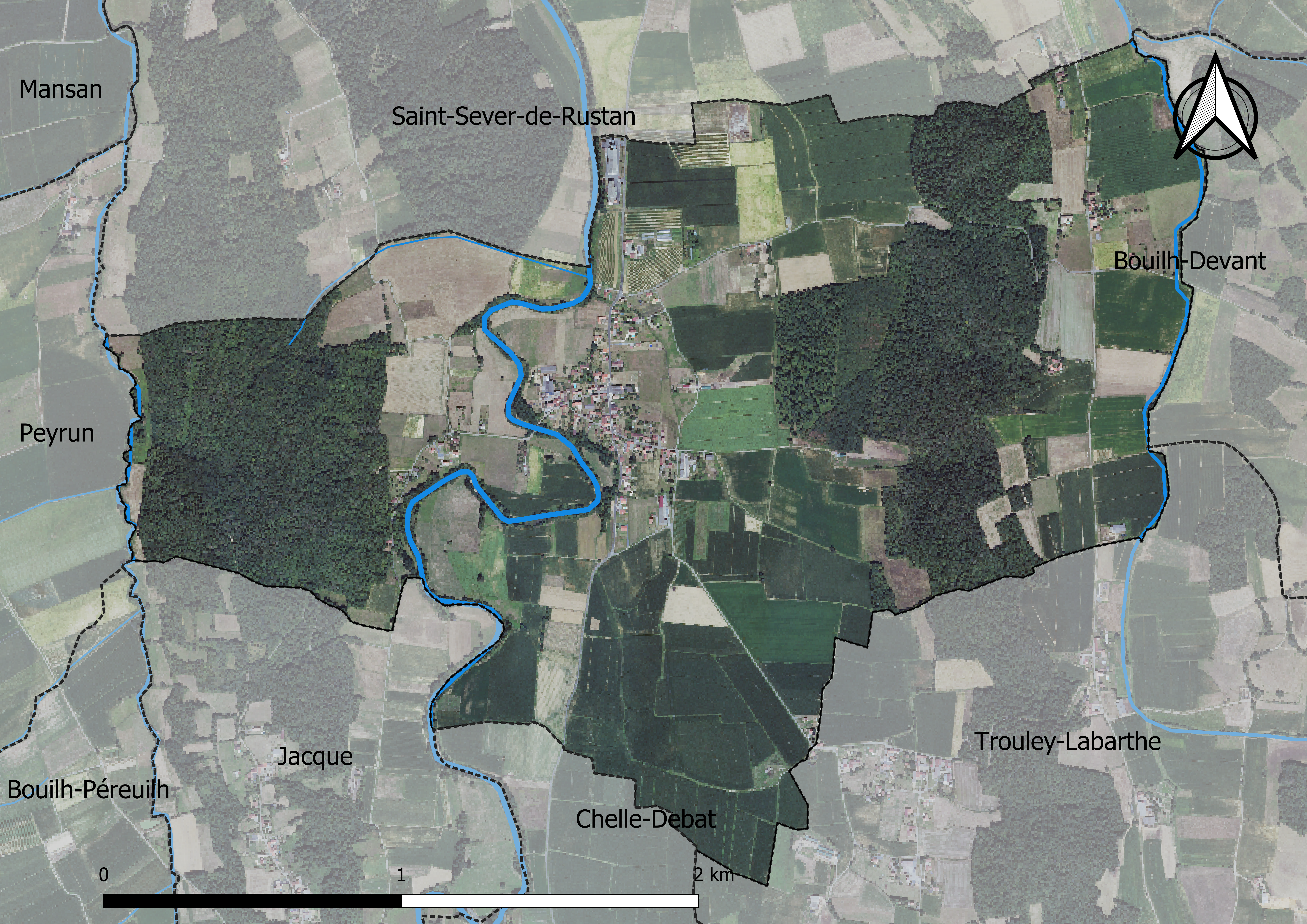
Carte orthophotogrammétrique de la commune.

### Logement
En 2012, le nombre total de logements dans la commune est de 77.

Parmi ces logements, 78,1 % sont des résidences principales, 13,7 % des résidences secondaires 8,2 % des logements vacants.

### Voies de communication et transports
Cette commune est desservie par les routes départementales D 14 et D 44.

### Risques majeurs
Le territoire de la commune de Laméac est vulnérable à différents aléas naturels : météorologiques (tempête, orage, neige, grand froid, canicule ou sécheresse), inondations, mouvements de terrains et séisme (sismicité modérée). Un site publié par le BRGM permet d'évaluer simplement et rapidement les risques d'un bien localisé soit par son adresse soit par le numéro de sa parcelle.
Certaines parties du territoire communal sont susceptibles d’être affectées par le risque d’inondation par débordement de cours d'eau, notamment l'Arros, le Lanénos et le Lurus. La cartographie des zones inondables en ex-Midi-Pyrénées réalisée dans le cadre du XIe Contrat de plan État-région, visant à informer les citoyens et les décideurs sur le risque d’inondation, est accessible sur le site de la DREAL Occitanie. La commune a été reconnue en état de catastrophe naturelle au titre des dommages causés par les inondations et coulées de boue survenues en 1982, 1999 et 2009,.
Laméac est exposée au risque de feu de forêt. Un plan départemental de protection des forêts contre les incendies a été approuvé par arrêté préfectoral le 21 avril 2020 pour la période 2020-2029. Le précédent couvrait la période 2007-2017. L’emploi du feu est régi par deux types de réglementations. D’abord le code forestier et l’arrêté préfectoral du 27 octobre 2014, qui réglementent l’emploi du feu à moins de 200 m des espaces naturels combustibles sur l’ensemble du département. Ensuite celle établie dans le cadre de la lutte contre la pollution de l’air, qui interdit le brûlage des déchets verts des particuliers. L’écobuage est quant à lui réglementé dans le cadre de commissions locales d’écobuage (CLE).

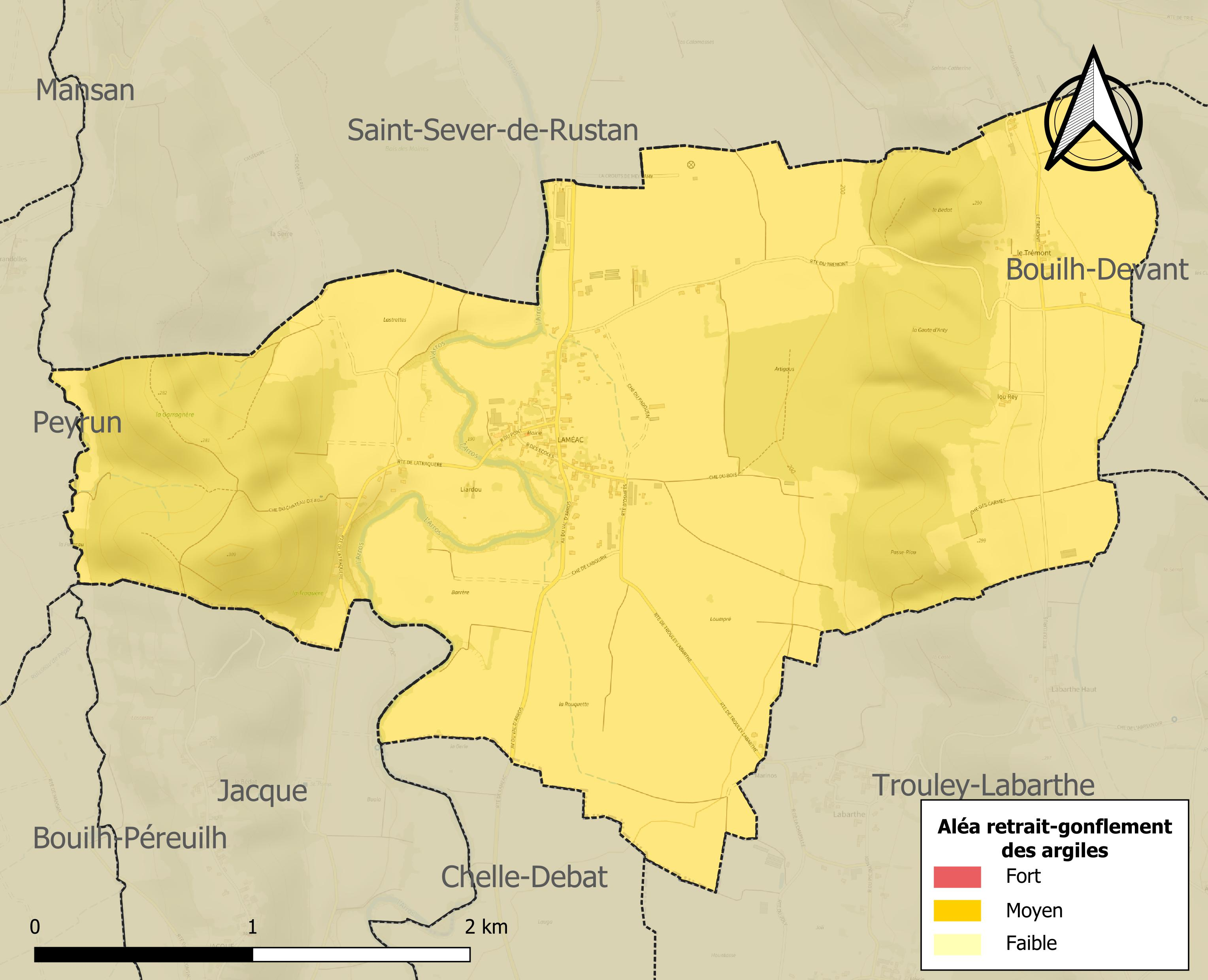
Carte des zones d'aléa retrait-gonflement des sols argileux de Laméac.

Les mouvements de terrains susceptibles de se produire sur la commune sont des tassements différentiels.
Le retrait-gonflement des sols argileux est susceptible d'engendrer des dommages importants aux bâtiments en cas d’alternance de périodes de sécheresse et de pluie. La totalité de la commune est en aléa moyen ou fort (44,5 % au niveau départemental et 48,5 % au niveau national). Sur les 81 bâtiments dénombrés sur la commune en 2019, 81 sont en aléa moyen ou fort, soit 100 %, à comparer aux 75 % au niveau départemental et 54 % au niveau national. Une cartographie de l'exposition du territoire national au retrait gonflement des sols argileux est disponible sur le site du BRGM,.
Par ailleurs, afin de mieux appréhender le risque d’affaissement de terrain, l'inventaire national des cavités souterraines permet de localiser celles situées sur la commune.
Concernant les mouvements de terrains, la commune a été reconnue en état de catastrophe naturelle au titre des dommages causés par des mouvements de terrain en 1999.

## Toponymie

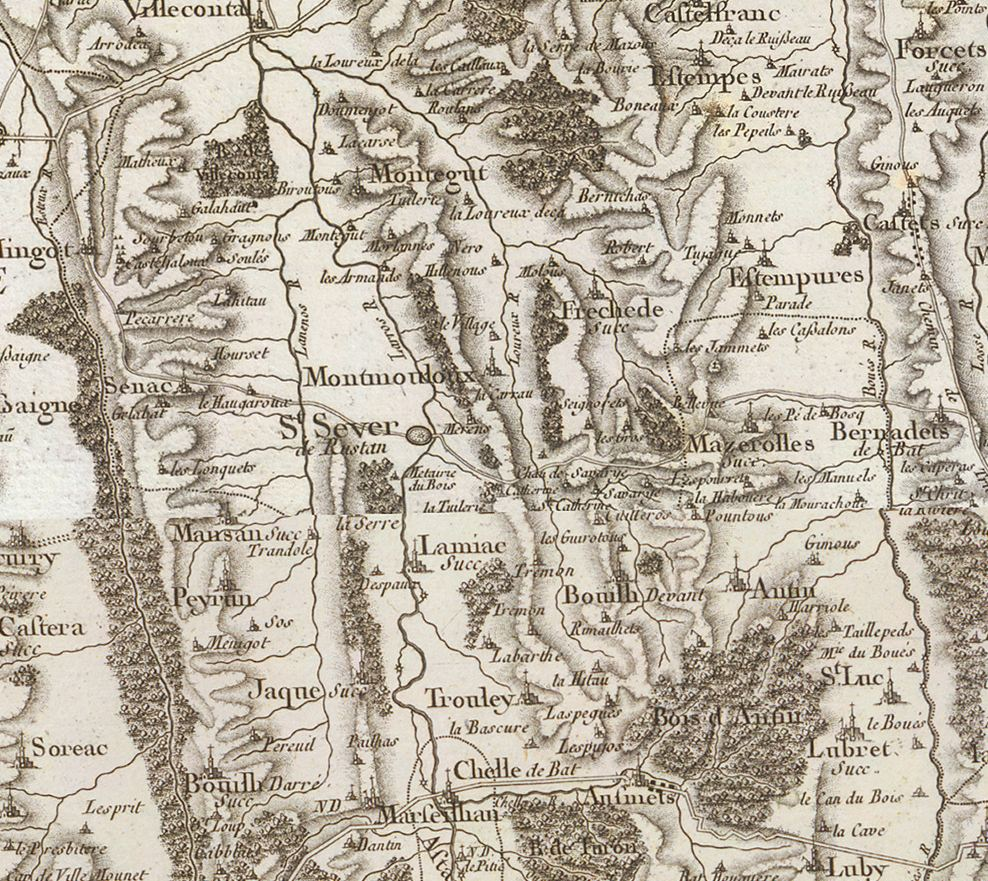
Extrait de la carte de Cassini (entre 1756 et 1789) situant Laméac au sud de Saint-Sever-de-Rustan

On trouvera les principales informations dans le Dictionnaire toponymique des communes des Hautes Pyrénées de Michel Grosclaude et Jean-François Le Nail qui rapporte les dénominations historiques du village :
Dénominations historiques
- De Flameaco, latin (1313, Debita regi Navarre) ;
- De Lameaco, latin (1342, pouillé de Tarbes) ;
- Flameac, (1429, censier de Bigorre) ;
- Lamiac, (1768, Duco) ;
- Laméac, (1737) ; Lamiac (1759, registres paroissiaux) ;
- Lamiac, (fin XVIIIe siècle, carte de Cassini).

Étymologie :  domaine antique ; du nom de personnage latin Flamen et suffixe -acum (propriété de Flamen).
Nom occitan : Hlamiac.

## Histoire

### Cadastre napoléonien de Laméac
Le plan cadastral napoléonien de Laméac est consultable sur le site des archives départementales des Hautes-Pyrénées.

## Politique et administration

### Liste des maires

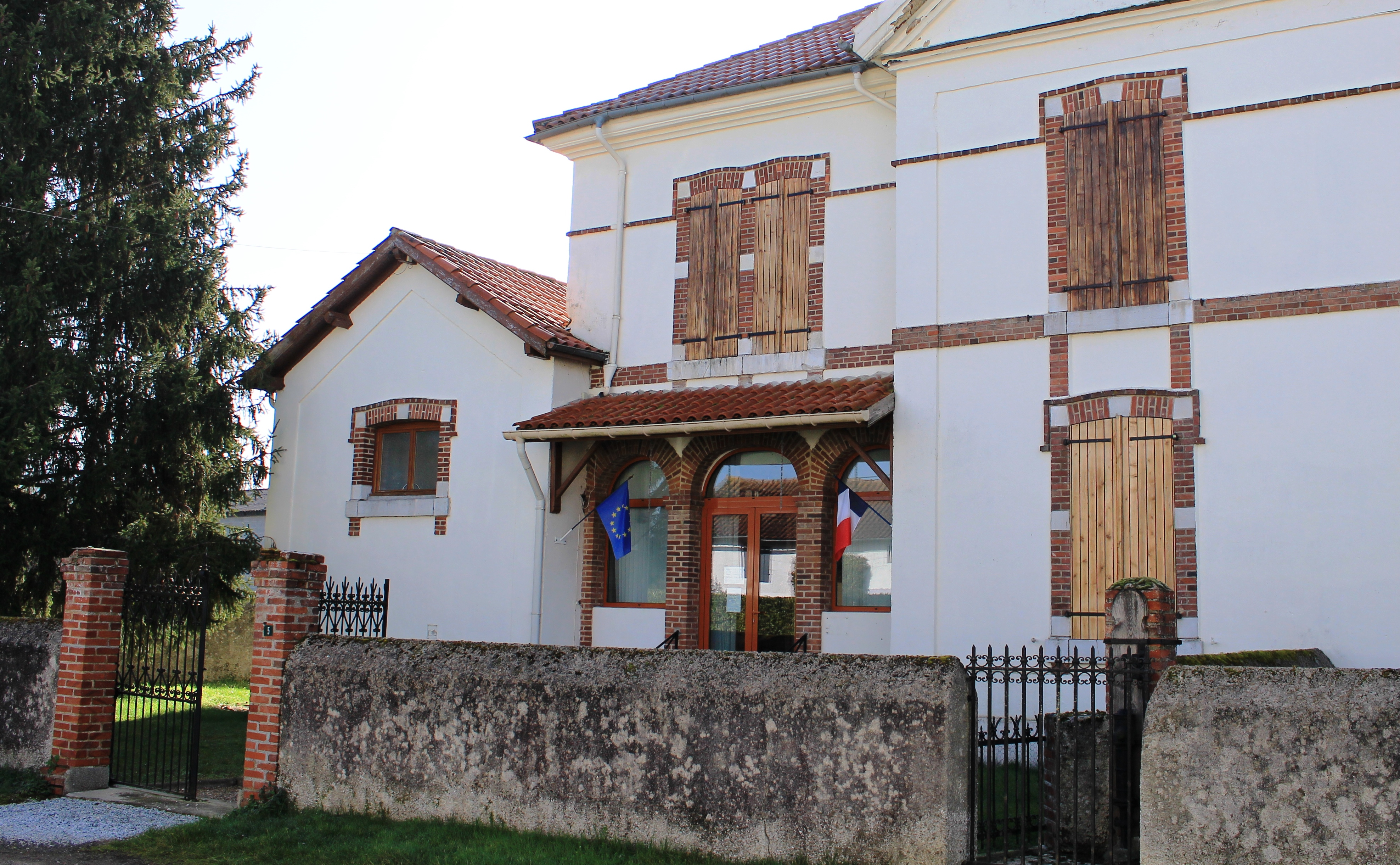
La mairie en 2019.

| Période                                  | Période  | Identité            | Étiquette | Qualité |
| ---------------------------------------- | -------- | ------------------- | --------- | ------- |
| Les données manquantes sont à compléter. |          |                     |           |         |
| 1941                                     | 1959     | Senmartin Duco Jean |           |         |
| 1959                                     | 1962     | Lestelle Eloi       |           |         |
| 1962                                     | 1971     | Duffau Roger        |           |         |
| 1971                                     | En cours | José Debat          |           |         |

### Rattachements administratifs et électoraux

#### Historique administratif
Pays et sénéchaussée de Bigorre, quarteron de Rabastens, baronnie d'Antin, canton de Saint-Sever (1790), de Rabastens (depuis 1801).

#### Intercommunalité
Laméac appartient à la communauté de communes Adour Madiran créée en janvier 2017 qui a la particularité de réunir 72 communes de Bigorre et Béarn.

## Population et société

### Démographie

#### Évolution démographique

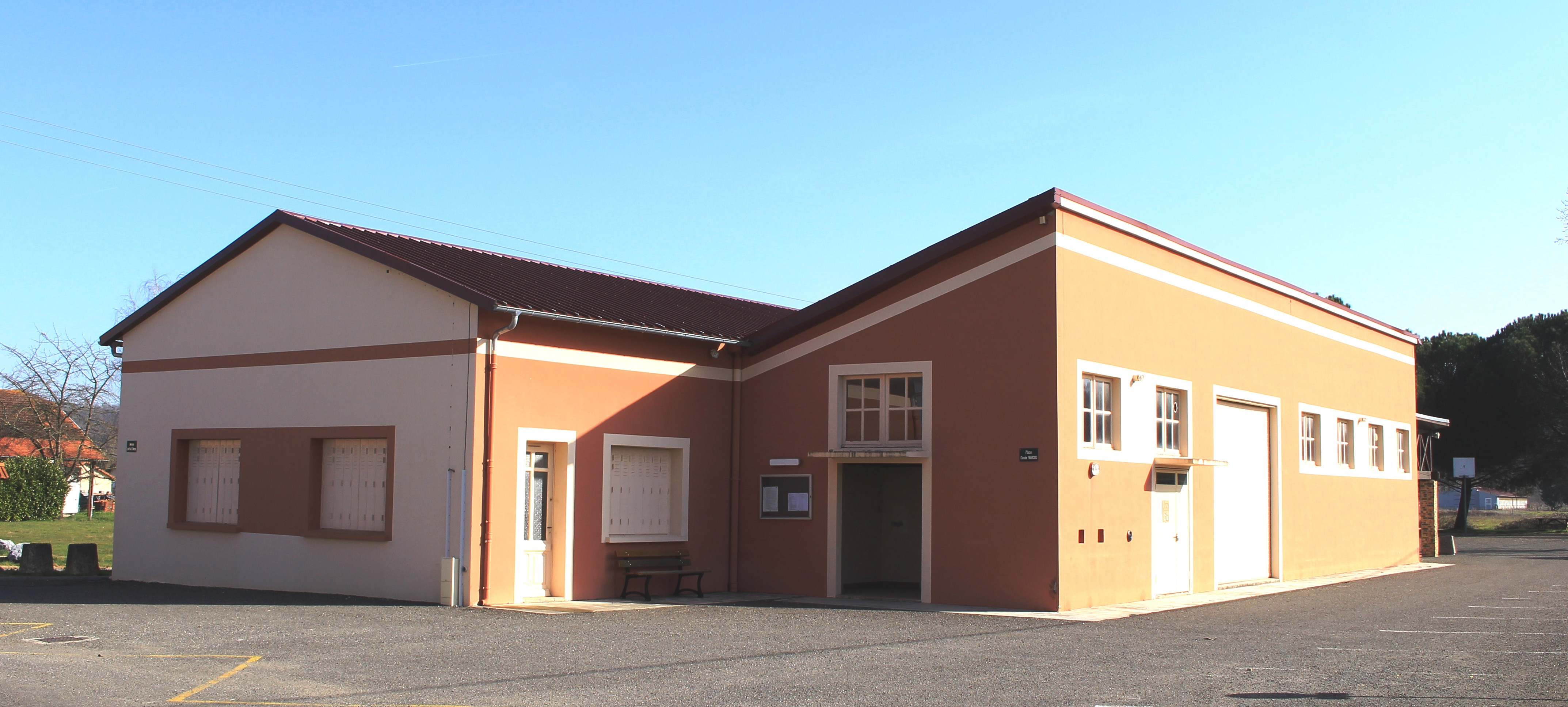
Le foyer rural en 2019.

| 1793 | 1800 | 1806 | 1821 | 1831 | 1836 | 1841 | 1846 | 1851 |
| ---- | ---- | ---- | ---- | ---- | ---- | ---- | ---- | ---- |
| 272  | 251  | 327  | 327  | 337  | 403  | 508  | 501  | 471  |

| 1856 | 1861 | 1866 | 1876 | 1881 | 1886 | 1891 | 1896 | 1901 |
| ---- | ---- | ---- | ---- | ---- | ---- | ---- | ---- | ---- |
| 470  | 432  | 334  | 295  | 293  | 310  | 292  | 293  | 222  |

| 1906 | 1911 | 1921 | 1926 | 1931 | 1936 | 1946 | 1954 | 1962 |
| ---- | ---- | ---- | ---- | ---- | ---- | ---- | ---- | ---- |
| 220  | 209  | 183  | 165  | 158  | 147  | 135  | 120  | 122  |

| 1968 | 1975 | 1982 | 1990 | 1999 | 2006 | 2008 | 2013 | 2018 |
| ---- | ---- | ---- | ---- | ---- | ---- | ---- | ---- | ---- |
| 114  | 111  | 105  | 110  | 133  | 126  | 124  | 144  | 145  |

| 2022 | - | - | - | - | - | - | - | - |
| ---- | - | - | - | - | - | - | - | - |
| 150  | - | - | - | - | - | - | - | - |

### Enseignement

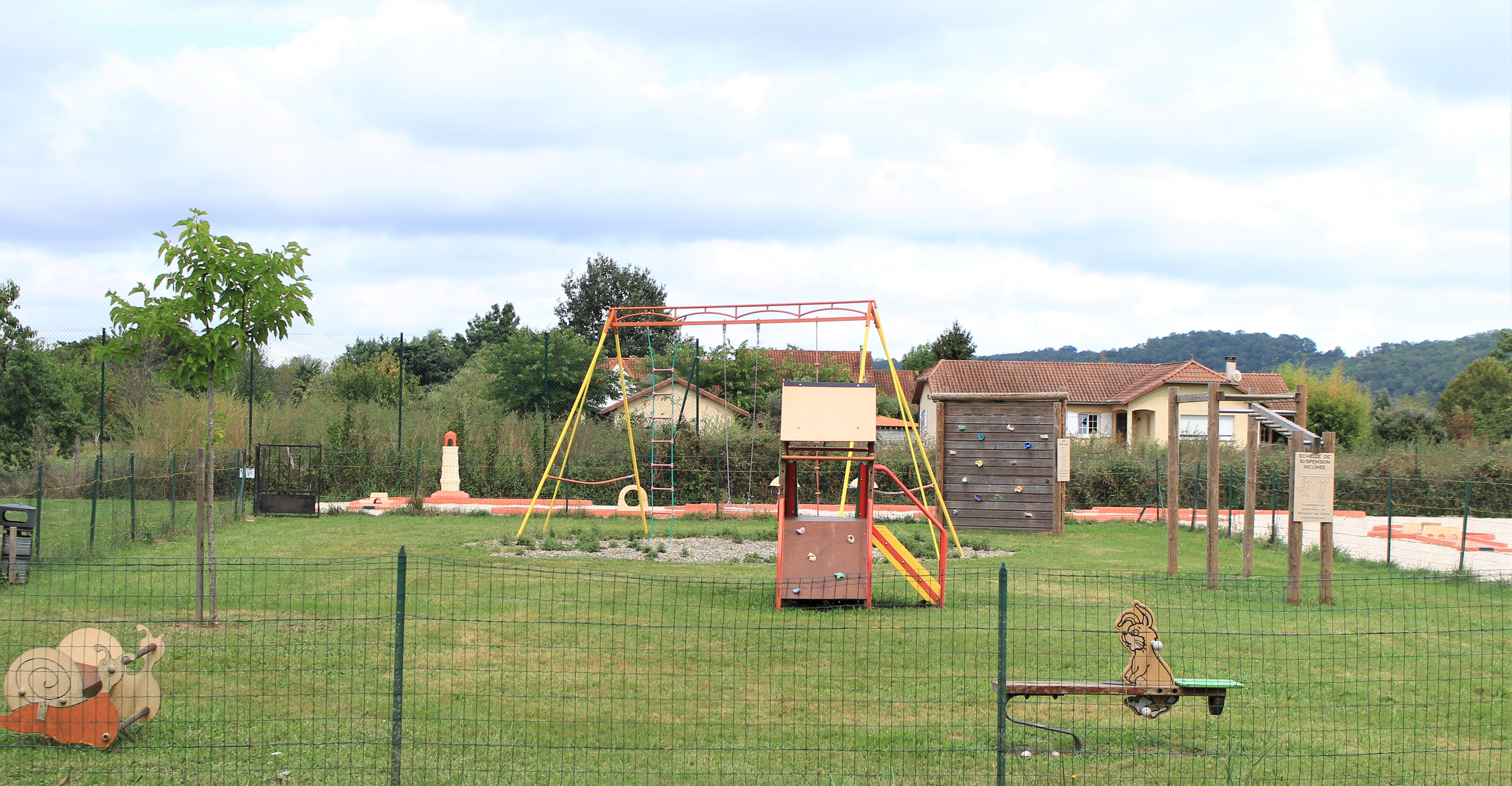
L'aire de jeux.

La commune dépend de l'académie de Toulouse. Elle ne dispose plus d'école en 2016.

## Économie

### Emploi
|                | 2008  | 2013   | 2018  |
| -------------- | ----- | ------ | ----- |
| Commune        | 7,6 % | 14,8 % | 9 %   |
| Département    | 7,7 % | 9,4 %  | 9,8 % |
| France entière | 8,3 % | 10 %   | 10 %  |

En 2018, la population âgée de 15 à 64 ans s'élève à 78 personnes, parmi lesquelles on compte 66,7 % d'actifs (57,7 % ayant un emploi et 9 % de chômeurs) et 33,3 % d'inactifs,. Depuis 2008, le taux de chômage communal (au sens du recensement) des 15-64 ans est inférieur à celui de la France et du département.
La commune fait partie de la couronne de l'aire d'attraction de Tarbes, du fait qu'au moins 15 % des actifs travaillent dans le pôle,. Elle compte 23 emplois en 2018, contre 33 en 2013 et 18 en 2008. Le nombre d'actifs ayant un emploi résidant dans la commune est de 47, soit un indicateur de concentration d'emploi de 49,3 % et un taux d'activité parmi les 15 ans ou plus de 46,6 %.
Sur ces 47 actifs de 15 ans ou plus ayant un emploi, 12 travaillent dans la commune, soit 26 % des habitants. Pour se rendre au travail, 89,4 % des habitants utilisent un véhicule personnel ou de fonction à quatre roues, 6,4 % s'y rendent en deux-roues, à vélo ou à pied et 4,3 % n'ont pas besoin de transport (travail au domicile).

## Culture locale et patrimoine

### Lieux et monuments
- Église Saint-Germé de Laméac.

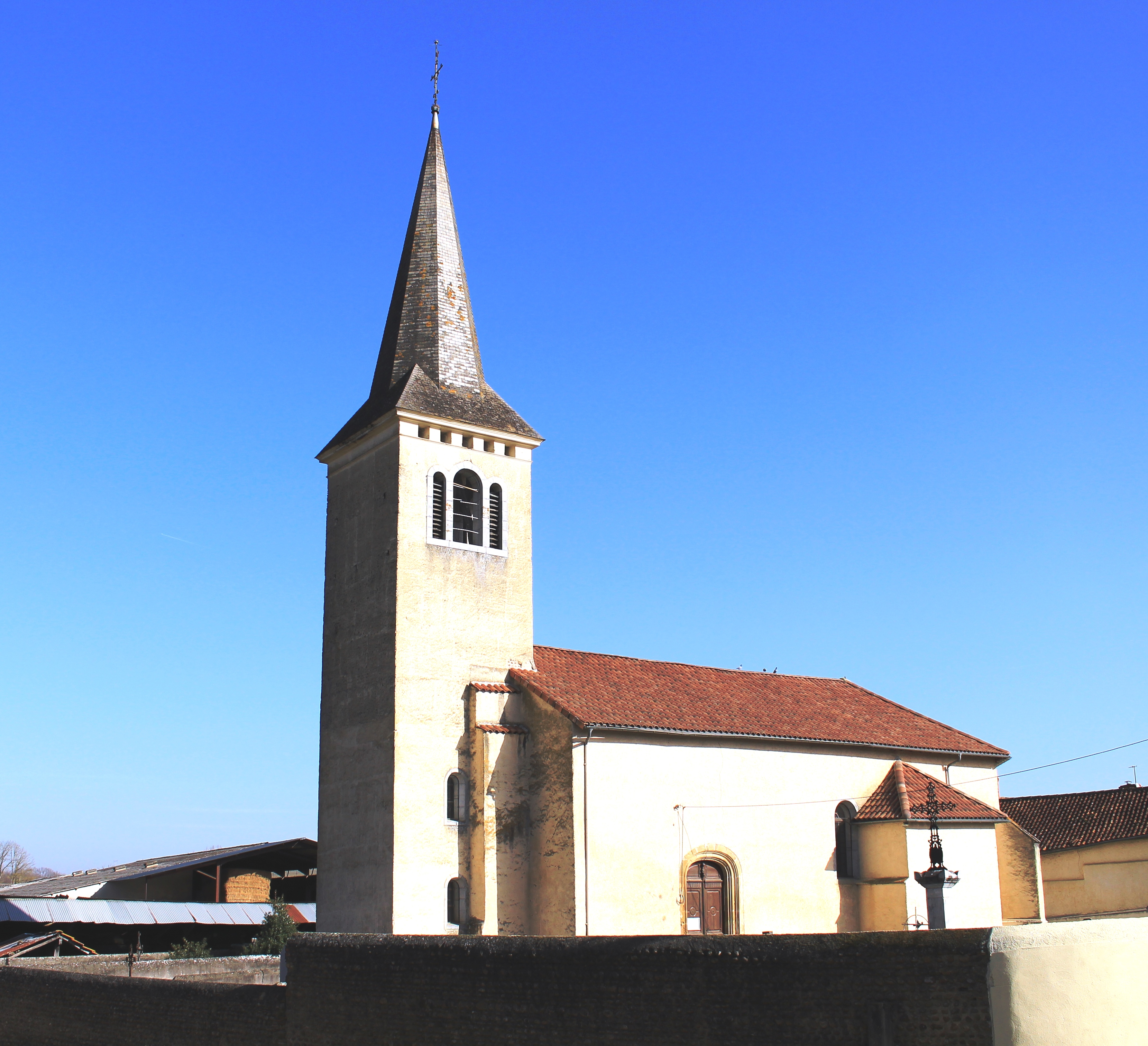
L'église Saint-Germé en 2019.

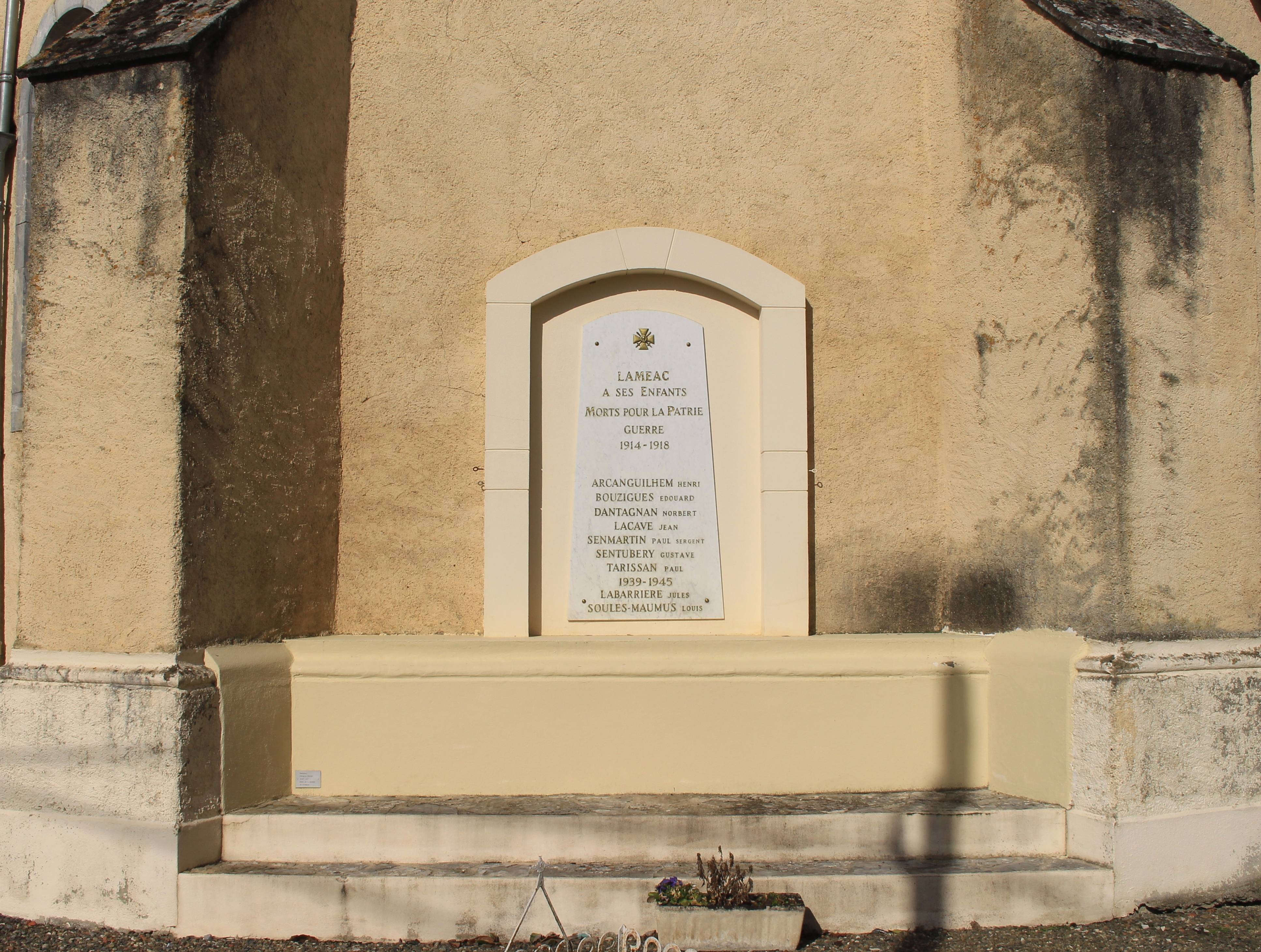
Le monument aux morts municipal.

- Place Claude-François, la commune est la première commune de France à avoir une place dédiée au chanteur[32].
- Concession de Laméac, concession de mines d’hydrocarbures liquides ou gazeux ; créée en 1988 et prolongée jusqu’en 2025 ; également située sur les communes de Saint-Sever-de-Rustan, Jacque et Trouley-Labarthe.

### Héraldique et devise
| Blason | Blasonnement : D'argent à l'alambic de sable, au chef de sinople chargé de trois escargots contournés mal ordonnés d'or. |